# فولودارسك-فولينسكي
فولودارسك-فولينسكيي (Володарськ-Волинський) هي بلدة من النمط المدني في محافظة جيتومير في أوكرانيا.
يبلغ عدد سكانها حوالي 7632 نسمة.